# Mont Bimberi
Le mont Bimberi  ou Bimberi Peak est le point culminant du Territoire de la capitale australienne (ACT) avec ses 1 912 mètres d'altitude. Il est situé sur la frontière entre la Nouvelle-Galles du Sud et l'ACT à cheval sur le parc national du Kosciuszko en Nouvelle-Galles du Sud et le parc national Namadgi. Il est accessible par des sentiers et ne nécessite pas de compétences particulières en escalade, même s'il n'y a pas de sentier balisé jusqu'au sommet. Comme c'est la plus haute montagne de l'ACT c'est un point de passage populaire  pour le peak bagging.

## Accès
Il peut être atteint par l’Australian Alps Walking Trail soit par l'est en venant de l'ACT soit par l'ouest en venant de Nouvelle-Galles du Sud.
Par l'ouest, un chemin de terre (fermé en hiver) conduit à une barrière au niveau de la plaine de Currango. De là, une promenade de deux heures sur une piste de lutte contre les incendies, passant par Oldfields Hut et traversant plusieurs cours d'eau, permet d'atteindre le col de Murray. La piste s'arrête là et il faut tracer son propre chemin vers le sommet (une montée de 3 à 3,5 heures). Suivre la crête est le moyen le plus facile d'arriver au sommet, bien qu'une boussole puisse être utile pour éviter de se perdre. La distance totale du trajet par cette voie est d'environ 10,5 km. Il y a une grande balise d'arpenteur au sommet.
Le sommet du mont est situé au-dessus de la limite des arbres. Les vents forts soufflent sur le sommet. Pendant l'hiver, le mont Bimberi est généralement couvert de neige.